# Prvenstvo Hrvatske u vaterpolu za žene 2018.
Prvenstvo Hrvatske u vaterpolu za žene za sezonu 2018. je osvojila Mladost iz Zagreba. 
 
Utakmice prvenstva su igrane od 13. siječnja do 26. svibnja 2018. 

## Prva HVL za žene

### Sudionici
- Jug - Dubrovnik
- Mladost - Zagreb
- OVK POŠK - Split
- Primorje EB - Rijeka
- Suzuki Bura - Split
- Viktoria - Šibenik

### Ligaški dio
Ljestvica
| mj | klub        | ut | pob | ner | por | gol+ | gol- | bod |             |
| -- | ----------- | -- | --- | --- | --- | ---- | ---- | --- | ----------- |
| 1. | Mladost     | 10 | 9   | 1   | 0   | 141  | 62   | 28  | doigravanje |
| 2. | OVK POŠK    | 10 | 8   | 1   | 1   | 115  | 78   | 25  | doigravanje |
| 3. | Viktoria    | 10 | 5   | 0   | 5   | 87   | 84   | 15  | doigravanje |
| 4. | Primorje EB | 10 | 5   | 0   | 5   | 89   | 93   | 15  | doigravanje |
| 5. | Suzuki Bura | 10 | 2   | 0   | 8   | 71   | 96   | 6   |             |
| 6. | Jug         | 10 | 0   | 0   | 10  | 76   | 166  | 0   |             |

Rezultatska križaljka
| kratica                                                                                             | klub           | JUG   | MLA  | OPOŠK | PRI  | SUB   | VIK   |
| --------------------------------------------------------------------------------------------------- | -------------- | ----- | ---- | ----- | ---- | ----- | ----- |
| JUG                                                                                                 | Jug            |       | 6:17 | 8:19  | 9:16 | 4:8   | 11:18 |
| MLA                                                                                                 | Mladost        | 22:9  |      | 10:10 | 16:6 | 17:9  | 12:3  |
| OPOŠK                                                                                               | OVK POŠK Split | 15:12 | 6:10 |       | 14:9 | 13:11 | 10:4  |
| PRI                                                                                                 | Primorje EB    | 17:2  | 4:17 | 4:6   |      | 9:6   | 11:6  |
| SUB                                                                                                 | Suzuki Bura    | 16:8  | 4:9  | 3:11  | 6:10 |       | 3:5   |
| VIK                                                                                                 | Viktoria       | 18:7  | 5:11 | 7:11  | 11:3 | 10:5  |       |
| |                |       |      |       |      |       |       |
| podebljan rezultat - igrano od 1. do 5. kola) rezultat normalne debljine - igrano od 6. do 10. kola |                |       |      |       |      |       |       |

 Izvori: 

### Doigravanje
| klub1           | omj.          | klub2         | 1. ut         | 2. ut         | 3. ut         |
| poluzavršnica   | poluzavršnica | poluzavršnica | poluzavršnica | poluzavršnica | poluzavršnica |
| --------------- | ------------- | ------------- | ------------- | ------------- | ------------- |
| Mladost         | 2-0           | Primorje EB   | 16:5          | 13:6          |               |
| OVK POŠK        | 2-0           | Viktoria      | 16:7          | 11:6          |               |
|                 |               |               |               |               |               |
| za treće mjesto |               |               |               |               |               |
| Viktoria        | 0-2           | Primorje EB   | 6:7           | 7:8           |               |
|                 |               |               |               |               |               |
| za prvaka       |               |               |               |               |               |
| Mladost         | 2-0           | OVK POŠK      | 17:8          | 14:6          |               |

### Najbolji strijelci
Igračice s 20 i više postignutih pogodaka 
| golova | igračica        | klub        |
| ------ | --------------- | ----------- |
| 59     | Domina Butić    | OVK POŠK    |
| 40     | Ivana Butić     | OVK POŠK    |
| 35     | Dina Lordan     | Mladost     |
| 34     | Lea Saftić      | Primorje EB |
| 33     | Rea Pelicarić   | Viktoria    |
| 30     | Martina Nadilo  | Jug         |
| 22     | Tereza Balić    | Mladost     |
| 20     | Anđela Sinković | Jug         |
| 20     | Matea Skelin    | Mladost     |
| 20     | Bruna Barišić   | OVK POŠK    |

 Izvor: 

 furkisport.hr/hvs, strijelci 

## Vanjske poveznice
- Hrvatski vaterpolski savez